# Newton Freire-Maia
Newton Freire-Maia (Boa Esperança, 29 de junho de 1918 — Curitiba, 10 de maio de 2003) foi um professor, pesquisador e geneticista brasileiro. Lecionou na Universidade de São Paulo e na Universidade Federal do Paraná.
Inspirado pela complexa rede de endogamia formada por seus ascendentes da Família Figueiredo, realizou profundos estudos sobre casamentos consanguíneos, que levaram a importantes descobertas sobre os efeitos de alelos de genes prejudiciais em diferentes populações, do Brasil e do exterior.
Foi membro titular da Academia Brasileira de Ciências; presidente de honra da Sociedade Brasileira para o Progresso da Ciência (SBPC) e diretor do Instituto Ciência e Fé.

## Biografia
Formou-se em odontologia pela Universidade Federal de Alfenas em 1945 e em biologia pela Universidade de São Paulo em 1947. Concluiu em 1960 o doutorado em biofísica pela Universidade Federal do Rio de Janeiro, com a tese "Casamentos Consanguíneos no Brasil", sob orientação do professor Antonio Geraldo Lagden Cavalcanti.
Em 1946, começou a lecionar na USP, até que foi convidado pela Universidade Federal do Paraná em 1951 para suprir a deficiência de professores de Genética. Na UFPR, criou o Laboratório de Genética, embrião do futuro Departamento de Genética.
Nesse período, estudou características genéticas de populações da drosófila, tipo de mosca encontrada em frutas maduras. Depois passou a dedicar-se à genética humana, especialmente aos casamentos consanguíneos, tema de sua tese. Foi pioneiro em ministrar aconselhamento genético.
Estudou também, por muitos anos, as displasias ectodérmicas, doenças devidas a malformação de unhas, dentes, cabelo e glândulas de suor, chegando a criar uma classificação que é usada no mundo todo.
Publicou cerca de 500 obras bibliográficas, incluindo artigos, trabalhos e livros. Trabalhou também em Genebra, na Suíça, na Organização Mundial de Saúde.
Sua dedicação à Ciência lhe valeu inúmeros prêmios, tanto nacionais como internacionais. Em Curitiba, foi homenageado com um parque de ciências que leva seu nome (Parque da Ciência Newton Freire Maia).
Seu primeiro casamento foi com Flávia Leite Naves, de quem enviuvou 24 anos depois. Mais tarde, casou-se com a professora Eleidi Alice Chautard, que o acompanhou até a morte.

## Morte
Morreu em decorrência de tratamento que fazia para combater câncer no pulmão, no dia 10 de maio de 2003, aos 84 anos.

## Obras (lista incompleta)
- Newton Freire-Maia (1986). Criação e evolução. Deus, o acaso e a necessidade. [S.l.]: Vozes. 357 páginas
- Newton Freire-Maia (1988). Teoria da Evolução. De Darwin à Teoria Sintética. [S.l.]: Itatiaia. 415 páginas
- Newton Freire-Maia (1995). Gregor Mendel. Vida e Obra. [S.l.]: T. A. Queiroz. 112 páginas
- Newton Freire-Maia (1995). O que passou e permanece. Curitiba: Editora da Universidade Federal do Paraná. 326 páginas. ISBN 978-85-326-0570-2
- Newton Freire-Maia (2007). A ciência por dentro. Petrópolis: Vozes. 213 páginas. ISBN 978-85-326-0570-2
- Newton Freire-Maia (2008). Verdades da Ciência e Outras Verdades. A visão de um cientista. [S.l.]: Unesp. 310 páginas. ISBN 978-85-7139-866-5